# Nahuatzen (kommun i Mexiko)
Nahuatzen är en kommun i Mexiko.   Den ligger i delstaten Michoacán de Ocampo, i den södra delen av landet, 290 km väster om huvudstaden Mexico City.
Följande samhällen finns i Nahuatzen:
- Nahuatzén
- Comachuén
- Capula
- Sevina